# Piophila costalis
Piophila costalis är en tvåvingeart som beskrevs av Axel Leonard Melander 1924. Piophila costalis ingår i släktet Piophila och familjen ostflugor. Inga underarter finns listade i Catalogue of Life.